# حمید نادگران
حمید نادگران (۱۳۳۷ در شیراز) عضو هیئت علمی دانشگاه شیراز، فارغ التحصیل رشته ی فیزیک از دانشگاه منچستر و رئیس دانشگاه شیراز از سال ١٣٩۶ تا سال ۱۴۰۰ بوده است. نادگران، که در دانشگاه شیراز با نام مستعار «کاریزمای خفته» شناخته میشود، تا کنون چندین بار به عنوان استاد نمونه آموزشی، استاد نمونه پژوهشی و پژوهشگر برتر استان فارس انتخاب شده‌است.

## تالیفات
حمید نادگران تا کنون مقالات زیادی را به رشته تحریر درآورده است. برخی از آن‌ها عبارتند از:
- بهبود روش FDTD و کاربرد آن در نانواپتیک و نانوفوتونیک
- محاسبه تابع هامیلتونی دورانی کاهش یافته مربوط به تراز پایه مولکول متیل فرمیت
- آشکارسازی اشیای زیر آب با استفاده از پراکندگی القایی بریلوئین
- بررسی اثر پارامترهای محیط بر پراکندگی القابب بریلوئن[۴]